# Radu Boboc
Radu Ștefăniță Boboc (* 24. April 1999 in Craiova) ist ein rumänischer Fußballspieler, der beim Erstligisten FC Viitorul Constanța unter Vertrag steht. Der rechte Außenverteidiger ist seit September 2018 rumänischer U21-Nationalspieler.

## Karriere

### Verein
Der in Craiova geborene Radu Boboc begann mit dem Fußballspielen in der Fußballschule von Gică Popescu und wechselte im Jahr 2015 in die Nachwuchsakademie des einstigen Weltklassespielers Gheorghe Hagi. Zur Saison 2018/19 wurde er in dessen Profiverein FC Viitorul Constanța befördert. Am 12. Juli 2018 debütierte er beim 2:0-Auswärtssieg gegen den RFC Union Luxemburg in der Qualifikation zur UEFA Europa League für die erste Mannschaft, als er in der 78. Spielminute für Bradley de Nooijer eingewechselt wurde. In dieser Spielzeit stand der rechte Außenverteidiger regelmäßig in der Startformation von Cheftrainer Gheorghe Hagi und absolvierte insgesamt 22 Ligaspiele. Zum unumstrittenen Stammspieler stieg er in der darauffolgenden Spielzeit 2019/20 auf. Am 27. Oktober 2019 (14. Spieltag) erzielte er bei der 2:3-Auswärtsniederlage gegen Dinamo Bukarest sein erstes Tor für Viitorul.

### Nationalmannschaft
Im März 2014 lief Radu Boboc zwei Mal für die rumänische U15-Nationalmannschaft. Anschließend spielte er von August 2014 bis Juni 2015 drei Mal für die U16. Im Oktober 2015 bestritt er drei Länderspiele für die U17. Ein Jahr später war er drei Mal für die Rumänien U18 im Einsatz. Im November 2017 absolvierte er drei Länderspiele für die U19.
Im September 2018 spielte er erstmals für die rumänische U21-Auswahl. Mit dieser Nationalmannschaft nahm er an der U21-Europameisterschaft 2019 teil. Beim Turnier war er in einem Spiel im Einsatz.